# 长河镇
长河镇，是中华人民共和国浙江省宁波市慈溪市下辖的一个乡镇级行政单位，辖区面积29.31平方公里:306，因长和市（后改称长河）而得名:181。

## 历史
清时属余姚县云柯乡，宣统元年（1909年）属云和乡、云潭乡、云漾乡，民国十七年（1928年）属五区、六区，民国十九年（1930年）设长河镇、垫桥镇、大牌乡、云海乡、潭海乡，民国二十九年（1940年）改为周朝镇、庵东镇、大云乡、天潭乡，属周行区、庵东区、浒山区，1950年4月改为长河镇、垫桥乡、大云乡、沧田乡、潭北乡、高兴乡，属周朝区、庵东盐区部分，1953年7月高兴乡划入周朝区，1954年10月划归慈溪县，属周行区，1956年2月沧田乡、高兴乡并入大云乡，长河镇、垫桥乡合并为长河乡，潭北乡并入周东乡，1957年1月属周行区，1958年10月改为火箭人民公社十八大队、十九大队、二十大队、二十一大队、二十二大队，1959年2月改为长河人民公社大云管理区、沧田管理区、高兴管理区、长河管理区、垫桥管理区，1959年7月恢复长河镇，1961年11月改为长河镇公社、大云公社、沧田公社，属长河区，1964年12月长河镇公社改为长河公社，1969年3月长河区、庵东区合并为庵长地区，1971年1月撤销庵长地区，恢复长河区，1983年9月公社改为乡，1984年6月长河乡改为长河镇、1992年5月撤销长河区，大云乡、沧田乡并入长河镇:306、581。

## 行政区划
长河镇下辖以下地区：
长河街社区、大云村、大牌头村、云海村、长丰村、宁丰村、沧田村、沧北村、沧南村、贤江村、高兴村和垫桥村。